# Список председателей Конституционного суда Итальянской Республики
Председатель Конституционного суда Итальянской Республики (итал. Presidente della Corte costituzionale della Repubblica Italiana) — пятая по значимости должность Итальянской Республики.
Конституционный суд Италии выбирает из своего состава председателя, который остаётся в должности три года и может быть переизбран, однако в случае истечения девятилетнего срока полномочий судьи Конституционного суда, должен оставить и должность председателя. До 1967 года срок полномочий председателя составлял 4 года.

## Хронологический список
| Имя                      | С                | По                              | Продолжительность полномочий |
| ------------------------ | ---------------- | ------------------------------- | ---------------------------- |
| Энрико де Никола         | 23 января 1956   | 26 марта 1957                   | 1 год, 2 месяца и 3 дня      |
| Гаэтано Адзарити         | 6 апреля 1957    | 5 января 1961                   | 3 года, 8 месяцев и 30 дней  |
| Джузеппе Каппи           | 4 марта 1961     | 10 октября 1962                 | 1 год, 7 месяцев и 6 дней    |
| Гаспаре Амброзини        | 20 октября 1962  | 15 декабря 1967                 | 5 лет, 1 месяц и 25 дней     |
| Альдо Сандулли           | 16 января 1968   | 4 апреля 1969                   | 1 год, 2 месяца и 19 дней    |
| Джузеппе Бранка          | 10 мая 1969      | 9 июля 1971                     | 2 года, 1 месяц и 29 дней    |
| Джузеппе Кьярелли        | 22 ноября 1971   | 16 февраля 1973                 | 1 год, 2 месяца и 25 дней    |
| Франческо Паоло Бонифачо | 23 февраля 1973  | 25 октября 1975                 | 2 года, 8 месяцев и 2 дня    |
| Паоло Росси              | 18 декабря 1975  | 9 мая 1978                      | 2 года, 4 месяца и 21 день   |
| Леонетто Амадеи          | 5 марта 1979     | 28 июня 1981                    | 2 года, 3 месяца и 23 дня    |
| Леопольдо Элиа           | 21 сентября 1981 | 7 мая 1985                      | 3 года, 7 месяцев и 16 дней  |
| Ливио Паладин            | 3 июля 1985      | 1 июля 1986                     | 11 месяцев и 28 дней         |
| Антонио Ла Пергола       | 2 июля 1986      | 14 июня 1987                    | 11 месяцев и 12 дней         |
| Франческо Сайа           | 15 июня 1987     | 22 октября 1990                 | 3 года, 4 месяца и 7 дней    |
| Джованни Консо           | 23 октября 1990  | 3 февраля 1991                  | 3 месяца и 11 дней           |
| Этторе Галло             | 4 февраля 1991   | 14 июля 1991                    | 5 месяцев и 10 дней          |
| Альдо Корасанити         | 15 июля 1991     | 14 ноября 1992                  | 1 год, 3 месяца и 30 дней    |
| Франческо Паоло Казавола | 15 ноября 1992   | 25 февраля 1995                 | 2 года, 3 месяца и 10 дней   |
| Антонио Бальдассарре     | 26 февраля 1995  | 8 сентября 1995                 | 6 месяцев и 13 дня           |
| Винченцо Каяньелло       | 9 сентября 1995  | 23 октября 1995                 | 1 месяц и 14 дней            |
| Мауро Ферри              | 24 октября 1995  | 3 ноября 1996                   | 1 год и 10 дней              |
| Ренато Граната           | 4 ноября 1996    | 4 ноября 1999                   | 3 года                       |
| Джулиано Вассалли        | 11 ноября 1999   | 13 февраля 2000                 | 3 месяца и 2 дня             |
| Чезаре Мирабелли         | 23 февраля 2000  | 21 ноября 2000                  | 8 месяцев и 29 дней          |
| Чезаре Руперто           | 5 января 2001    | 2 декабря 2002                  | 1 год, 10 месяцев и 27 дней  |
| Риккардо Кьеппа          | 5 декабря 2002   | 23 января 2004                  | 1 год, 1 месяц и 18 дней     |
| Густаво Загребельски     | 28 января 2004   | 13 сентября 2004                | 7 месяцев и 16 дней          |
| Валерио Онида            | 22 сентября 2004 | 30 января 2005                  | 4 месяца и 8 дней            |
| Пьеро Альберто Капотости | 10 марта 2005    | 6 ноября 2005                   | 7 месяцев и 27 дней          |
| Аннибале Марини          | 10 ноября 2005   | 9 июля 2006                     | 7 месяцев и 29 дней          |
| Франко Биле              | 11 июля 2006     | 8 ноября 2008                   | 2 года, 3 месяца и 28 дней   |
| Джованни Мария Флик      | 14 ноября 2008   | 18 февраля 2009                 | 3 месяца и 4 дня             |
| Франческо Амиранте       | 25 февраля 2009  | 7 декабря 2010                  | 1 год, 9 месяцев и 12 дней   |
| Уго Де Сьерво            | 10 декабря 2010  | 29 апреля 2011                  | 4 месяца и 19 дней           |
| Альфонсо Куаранта        | 6 июня 2011      | 27 января 2013                  | 1 год, 7 месяцев и 21 день   |
| Франко Галло             | 29 января 2013   | 16 сентября 2013                | 7 месяцев и 18 дней          |
| Гаэтано Сильвестри       | 19 сентября 2013 | 28 июня 2014                    | 9 месяцев и 9 дней           |
| Джузеппе Тезауро         | 30 июля 2014     | 9 ноября 2014                   | 3 месяца и 10 дней           |
| Алессандро Крискуоло     | 12 ноября 2014   | 24 февраля 2016                 | 1 год, 3 месяца и 12 дней    |
| Паоло Гросси             | 24 февраля 2016  | 23 февраля 2018                 | 1 год, 11 месяцев и 29 дней  |
| Джорджо Латтанци         | 8 марта 2018     | 9 декабря 2019                  | 1 год, 9 месяцев и 1 день    |
| Марта Картабья           | 11 декабря 2019  | 14 сентября 2020                | 9 месяцев и 2 дня            |
| Марио Розарио Морелли    | 14 сентября 2020 | 12 декабря 2020                 | 2 месяца 26 дней             |
| Джанкарло Кораджо        | 13 декабря 2020  | 28 января 2022                  | 1 год, 1 месяц и 10 дней     |
| Джулиано Амато           | 29 января 2022   | 18 сентября 2022                | 7 месяцев 20 дней            |
| Сильвана Шиарра          | 19 сентября 2022 | 11 ноября 2023                  | 1 год, 1 месяц и 22 дня      |
| Аугусто Барбера          | 12 ноября 2023   | 21 декабря 2024                 |                              |
| Джованни Аморозо         | 21 января 2025   | в должности (до 13 ноября 2026) |                              |

## Статистика
Из 47 председателей:
- 19 были судьями, назначенными президентом;
- 16 были судьями, избранными парламентом;
- 9 были судьями, избранными Верховным кассационным судом;
- 3 были судьями, избранными Государственным советом
- 45 мужчин и 2 женщины.

Все председатели оставили должность по истечении срока полномочий судьи Конституционного суда, кроме четверых:
- Адзарити умер;
- Каппи ушёл в отставку с должности председателя, сохранив должность судьи;
- Де Никола ушёл в отставку с должности судьи;
- Граната оставил должность по истечении трёхлетнего срока полномочий председателя и только через три дня оставил должность судьи.

Только три председателя были переизбраны: Амброзини по истечении четырёхлетнего срока полномочий, Элиа и Сайя — по истечении трёхлетнего срока. Граната завершил трёхлетний срок полномочий, но не был переизбран, поскольку его срок полномочий как судьи истекал через три дня.
Дольше всех в должности председателя оставался Амброзини (5 лет, 1 месяц и 25 дней, в общей сложности 1882 дня), меньше всех в должности оставался Кайяньелло (1 месяц и 14 дней, то есть 44 дня).
Самым молодым на момент вступления в должность председателя был Бонифачо (50 лет), за ним следуют Паладин и Сандулли (по 52 года); самым старшим был Вассалли (85 лет), далее следуют Амато (83 года), Де Никола и Каппи (по 78 лет).